# 23e régiment d’infanterie
Das 23e régiment d’infanterie (23e RI) war ein Verband der französischen Infanterie. Das Regiment nahm seit seiner Aufstellung an allen Kriegen mit französischer Beteiligung bis zum Zweiten Weltkrieg teil. Es existiert heute nicht mehr.
Vor der Einführung der Nummerierung der Regimenter am 1. Januar 1791 führte es in der königlich französischen Armee zuletzt den Namen Régiment Royal.

## Aufstellung und signifikante Änderungen

### Rangliste
Die Rangliste der Regimenter sagte viel über den gesellschaftlichen Status des Inhabers aus und war heiß umkämpft.
Ein erstes „Régiment Royal“ wurde am 20. Januar 1656 aufgestellt, aber bereits am 13. Februar 1660 mit dem „Régiment de l’Altesse royale“ zusammengelegt. Das nunmehrige neue Regiment trug den Namen „Régiment du Roi“. In der Rangliste der Regimenter rangierte es unter der Nr. 43. Nach einigen Veränderungen in der Heeresstruktur rückte es 1662 auf die Nr. 37, 1664 auf die Nr. 36, 1665 auf die Nr. 35 und 1666 auf die Nr. 34 vor. Im Jahre 1672 kaufte König Ludwig XIV. das „Régiment de St Vallier“ und übergab dessen Stammnummer 14 an das „Régiment du Roi“, von dem sie dann auf das „Régiment Royal“ überging. Nachdem sieben Jahre später das schottische Regiment Douglas aus dem Dienst ausgeschieden war, rückte „Royal“ auf die Nr. 13 vor. Diese Nummer behielt das Regiment, bis es am 25. März 1776 zur Aufstellung des Régiment de Brie geteilt wurde. Danach wurde es zur Nummer 24, während „Brie“ die Nummer 25 zugewiesen erhielt.
Nach der Nancy-Affäre 1790 und der (vorübergehenden) Auflösung des Régiment du Roi wurde „Royal“ mit dessen freigewordener Nummer 23 ausgestattet.
- 20. Dezember 1644: Aufstellung des Régiment de l’Altesse royale[2]
- Februar 1652: kassiert[3]
- Oktober 1652: Wiedererrichtung des Régiment de l’Altesse royale
- Am 20. Januar (oder am 12. Juli) 1656 erteilte der König dem Duc d’Arpanjon ein Patent zur Errichtung eines Infanterieregiments – des Régiment Royal. Es sollte aus 1.500 Mann bestehen zuzüglich der Offiziere und wurde dann in La Fère aufgestellt.
- 13. Februar 1660: Zusammenlegung der Regimenter Régiment de l’Altesse royale und Régiment Royal zum  Régiment du Roi
- 21. Mai 1663: Umbenennung in Régiment Royal
- 10. Dezember 1762: Aufstockung durch Eingliederung des Régiment de Cambis
- 26. April 1775: Aufteilung, das 2. und das 4. Bataillon wurden zur Aufstellung des Régiment de Brie herangezogen.
- 1. Januar 1791: Umbenennung in 23e régiment d’infanterie de ligne
- 27. Februar 1794: Im Zuge der Premier amalgame wurde das 2. Bataillon zur Aufstellung der  46e demi-brigade de bataille und das 1. Bataillon zur Aufstellung der 45e demi-brigade de bataille verwendet.
- Nach der Wiedereinführung der Regimentsstruktur wurde die „23e demi-brigade d’infanterie“ zum „23e régiment d’infanterie de ligne“ umgewandelt.
- 1814: Während der Ersten Restauration und während der Herrschaft der Hundert Tage änderte sich nichts.
- 16. Juli 1815: Nach der endgültigen Abdankung von Napoleon Bonaparte wurde die gesamte kaiserliche Armee aufgelöst.
- 11. August 1815: Wiederaufstellung als Légion de la Loire-Inférieure
- 1820: Reorganisation der Armee. Die Légion de la Loire-Inférieure wurde in 23e régiment d’infanterie de ligne umbenannt.
- 1832: Umbenennung in 23e régiment d’infanterie
- 1835: Umbenennung in 23e régiment d’infanterie de forteresse de la Lauter
- 1884: Umbenennung in 23e régiment d’infanterie
- 1914: Aufstellung des etatmäßigen Reserveregiments, des 223e régiment d’infanterie
- 1939: Umwandlung in 23e régiment d’infanterie de forteresse[4]
- 1940: Übernahme in die Waffenstillstandsarmee der Vichy-Regierung
- 1942: Auflösung
- 1945: Wiederaufstellung
- 1946: Reduzierung und Umbenennung in 23e bataillon d’infanterie
- 1948: Auflösung
- 1954: Wiederaufstellung als 23e régiment d’infanterie
- 1962: Auflösung
- 1964: Wiederaufstellung als 23e régiment d’infanterie
- 1976: Auflösung

## Mestres de camp/Colonels
Mestre de camp war von 1569 bis 1661 und von 1730 bis 1780 die Rangbezeichnung für den Regimentsinhaber und/oder für den mit der Führung des Regiments beauftragten Offizier. Die Bezeichnung „Colonel“ wurde von 1721 bis 1730, von 1791 bis 1793 und ab 1803 geführt.
Nach 1791 gab es keine Regimentsinhaber mehr.
Sollte es sich bei dem Mestre de camp/Colonel um eine Person des Hochadels handeln, die an der Führung des Regiments kein Interesse hatte (wie z. B. der König oder die Königin), so wurde das Kommando dem „Mestre de camp lieutenant“ (oder „Mestre de camp en second“) respektive dem „Colonel-lieutenant“ oder „Colonel en second“ überlassen.
- 20. Juni 1644: Henri François Alphonse d’Ornano, marquis de Sainte-Croix (Sohn von Alphonse d’Ornano)
- 1645: marquis de Vieuxpont, † 24. Mai 1648
- 9. Juni 1648: François du Bec Crespin, marquis de Vardes
- 1. August 1649: Gaston de Bellenger de Vautourneux
- 8. April 1651: Jacques Johanne de La Carre, marquis de Saumery
- 8. Juli 1656: Charles Antoine du Châtelet, marquis de Pierrefitte
- 13. Februar 1660: Louis d’Arpajon, duc d’Arpajon,
- 6. Mai 1679: Charles Antoine du Châtelet, marquis de Pierrefitte
- 6. Mai 1680: François Joseph de Blanchefort
- 28. Februar 1693: Benoît de Calvo, comte de Formiguères
- 21. November 1703: Pierre René de Brisey, comte d’Énonville
- 3. Januar 1705: Louis François, comte d’Aubigné de Tigny
- 6. März 1719: Jean-Baptiste Joachim Colbert, marquis de Croissy
- 21. Februar 1740: François Michel César Le Tellier de Louvois, marquis de Courtanvaux
- 29. Oktober 1746: Louis Félicien de Boffin-Argenson, marquis d’Argenson ab 1744 marquis de Pusignieu
- 10. Februar 1759: Charles Claude François, marquis du Tillet
- 29. Februar 1768: Louis Joseph, comte de Mailly-Nesle
- 11. November 1782: Charles Léon de Chavigny, marquis de Bouthillier
- 30. Januar 1785: Guillaume Louis Camille d’Insenghien, comte de Gand
- 21. Oktober 1791: Jean Charles de Myon
- 5. Februar 1792: Charles Grangier de La Ferrière

(…)
- 1806: Colonel Jean-Frédéric Minal
- 1811: Colonel Joseph Latour
- 1813: Colonel Jean-Honoré Vernier

(…)
- 1870: Colonel Rolland
- 1880: Colonel Alexandre
- 1887: Colonel Thévenin
- 1907: Colonel Dupuis

(…)
- 1914: Colonel Hérouard
- 1914: Lieutenant-colonel Sohier
- 1917: Lieutenant-colonel Brindel
- 1917: Colonel Bares
- 1917: Colonel Meyer
- 1918: Lieutenant-colonel Bienaymé
- 1918: Lieutenant-colonel Oechminchen

(…)
- 1923: Colonel Pellegrin
- 1927: Colonel Rochard
- 1930: Colonel Blin
- 1932: Colonel Creskens
- 1936: Colonel L. Senselme
- 1939–1940: Lieutenant-colonel M. Lefèvre

(…)
- 1954: Colonel Buchalet
- 1955: Colonel Widerspach-Thor
- 1958–1959: Colonel de Laruelle…
- 1960–1962: Colonel Estadieu

(…)
- 1970: Colonel Denis
- 1970: Colonel Loriaut…
- 1972: Lieutenant-colonel Hanss

### Gefallene und verwundete Colonels
- Colonel Minal: verwundet am 17. Mai 1809
- Colonel Latour: verwundet am 2. Mai und am 20. Mai 1813
- Colonel Vernier: verwundet am 6. September und am 3. Oktober 1813
- Colonel de Calvo: gefallen in der Schlacht am Speyerbach am 15. November 1703

Zwischen 1804 und 1815 gefallene oder verwundete Offiziere:
- gefallen: 15
- an ihren Verwundungen verstorben: 21
- verwundet: 124

## Uniformen und Fahnen während des Ancien Régime
Das Regiment führte neun Fahnen, davon war eine die weiße Leibfahne des Colonel (Regimentsinhabers). Die acht Ordonnanzfahnen trugen diagonal angeordnet jeweils zwei violette und rotbraune Rechtecke, durch ein weißes Kreuz getrennt. Die Kreuzbalken waren mit vergoldeten Lilien bestickt.

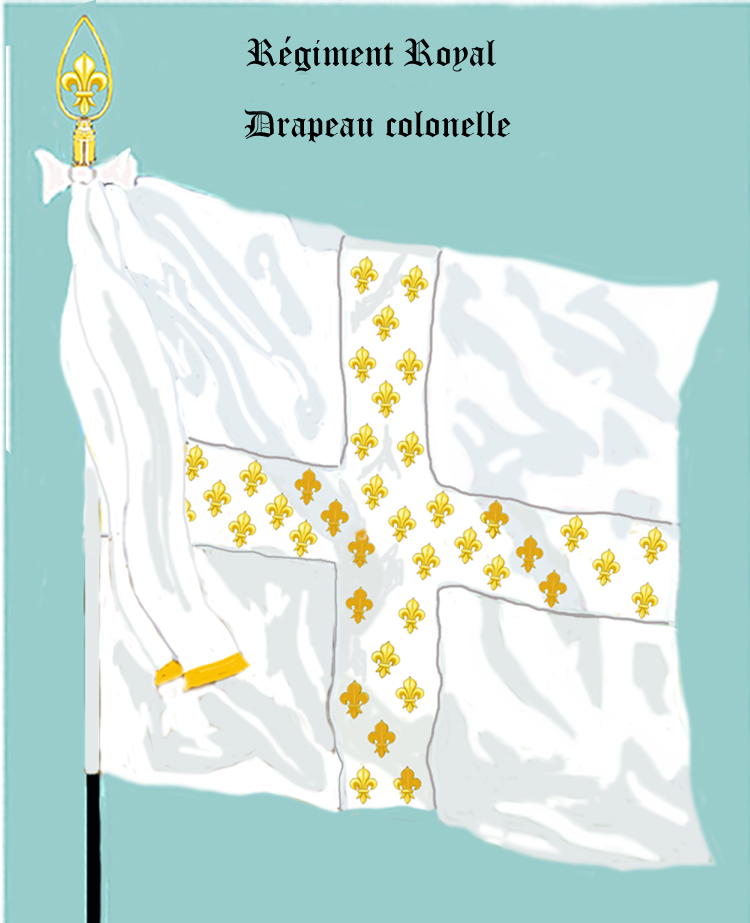
Leibfahne 1656 bis 1791
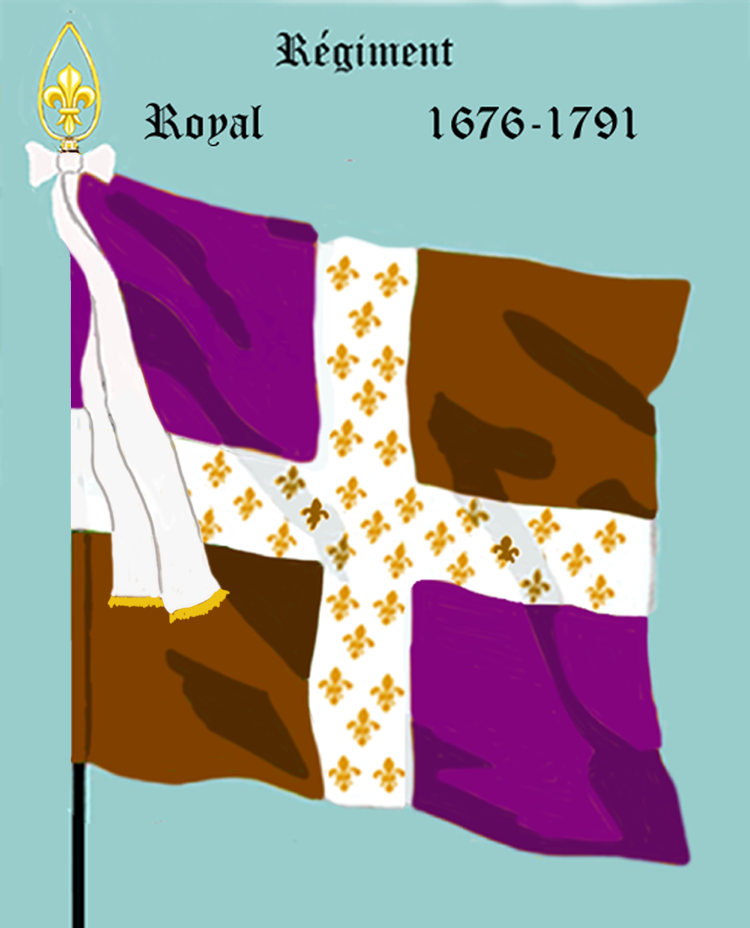
Ordonnanzfahne 1656 bis 1791
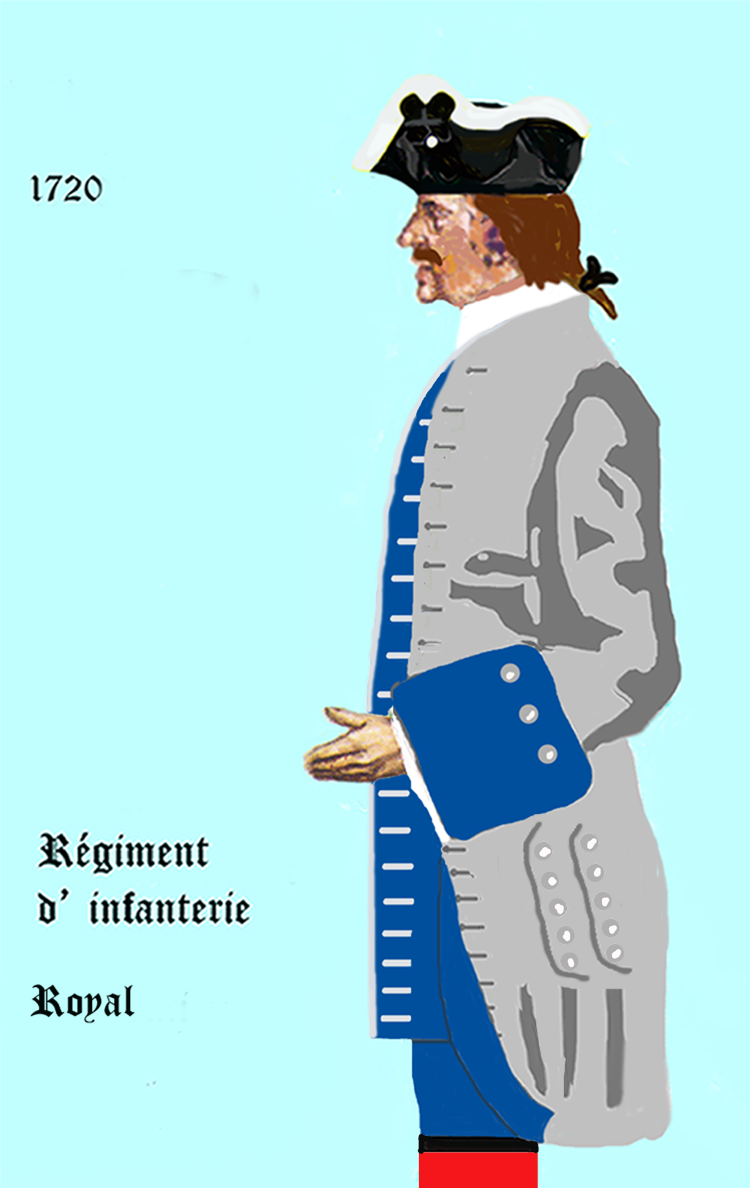
Régiment Royal 1720 bis 1734
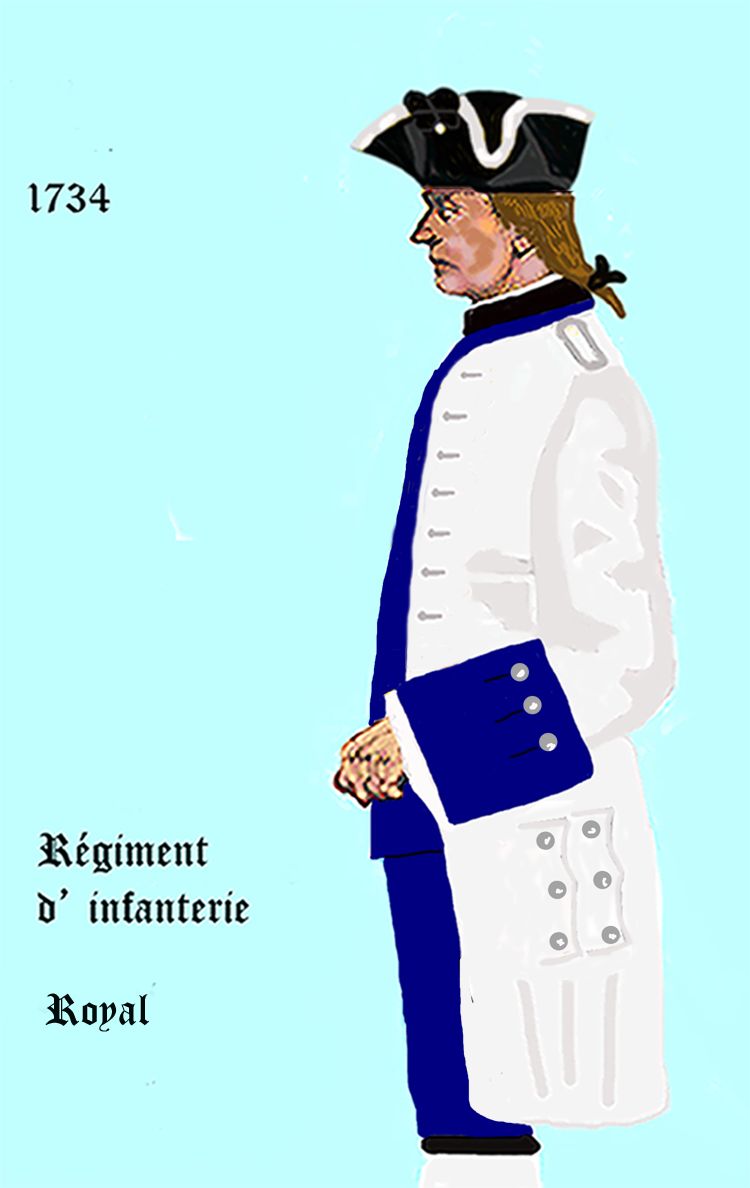
Régiment Royal 1734 bis 1740
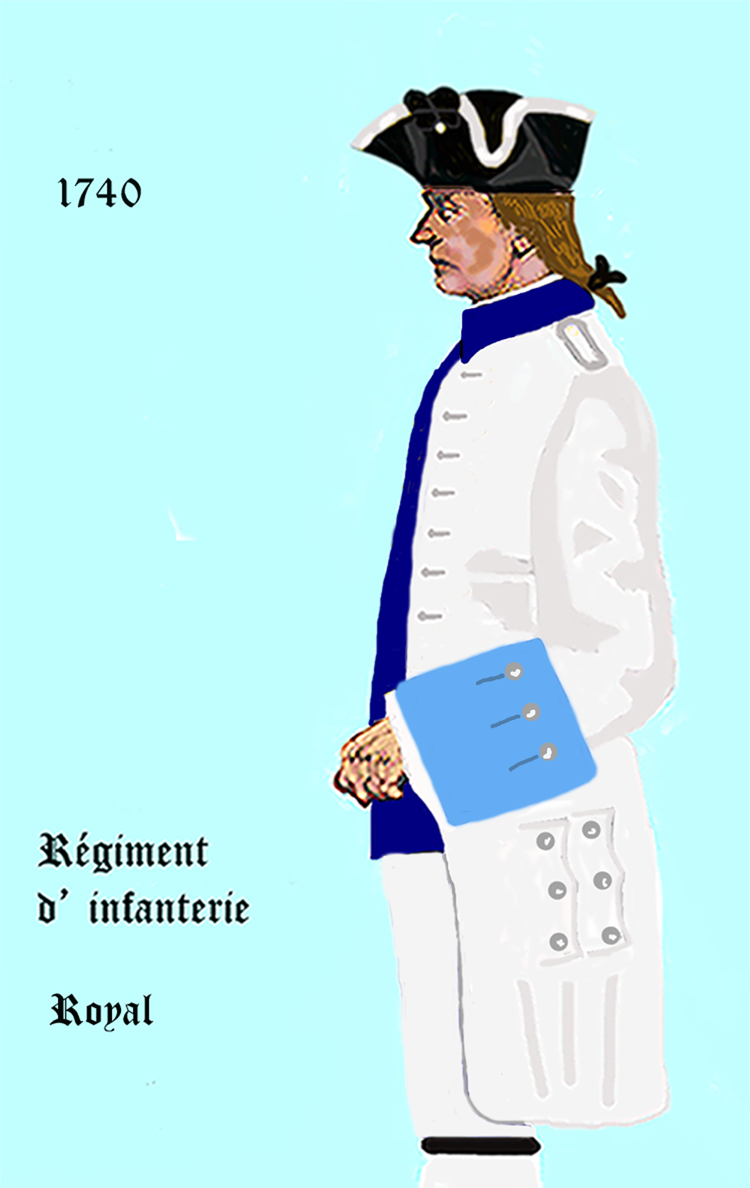
Régiment Royal 1740 bis 1762
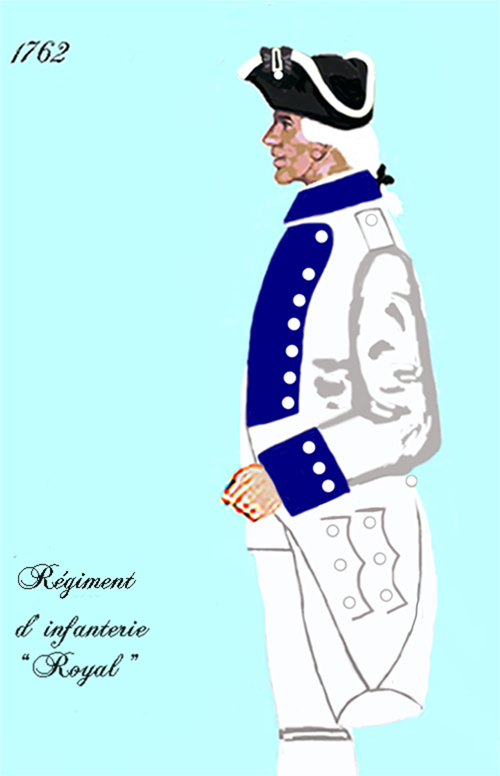
Régiment Royal 1762 bis 1776
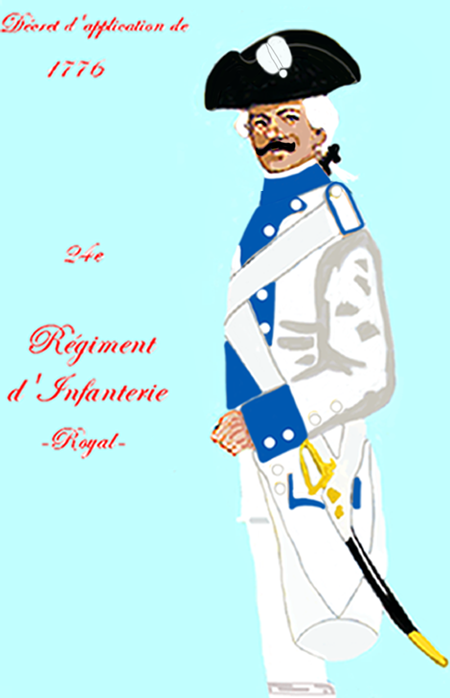
Régiment Royal 1776 bis 1779
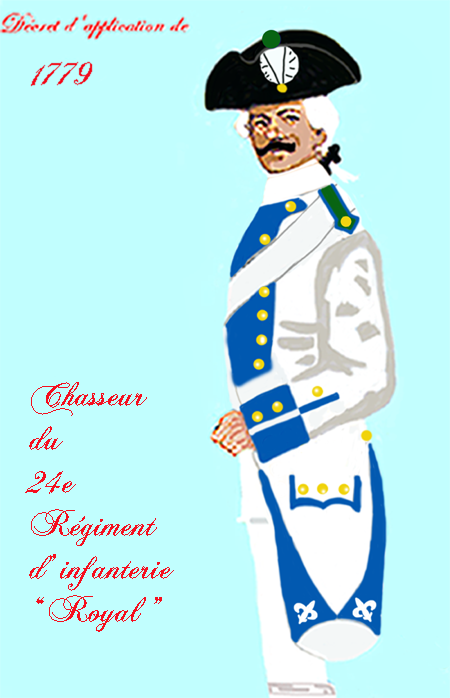
Régiment Royal 1779 bis 1791
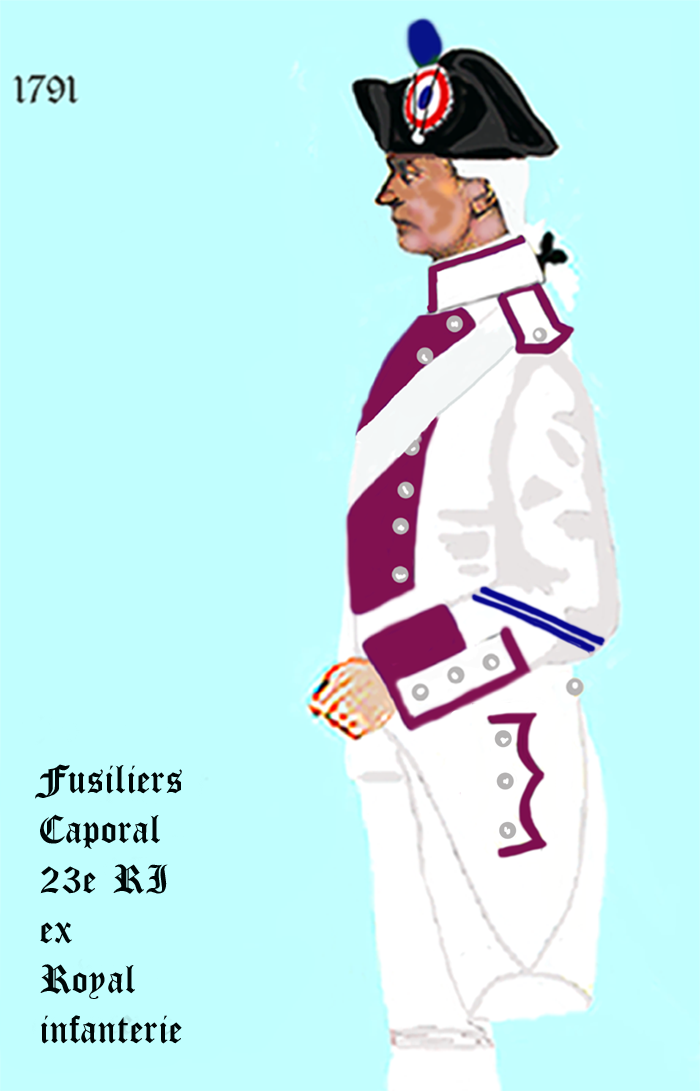
23e régiment d’infanterie de ligne 1791 bis 1792
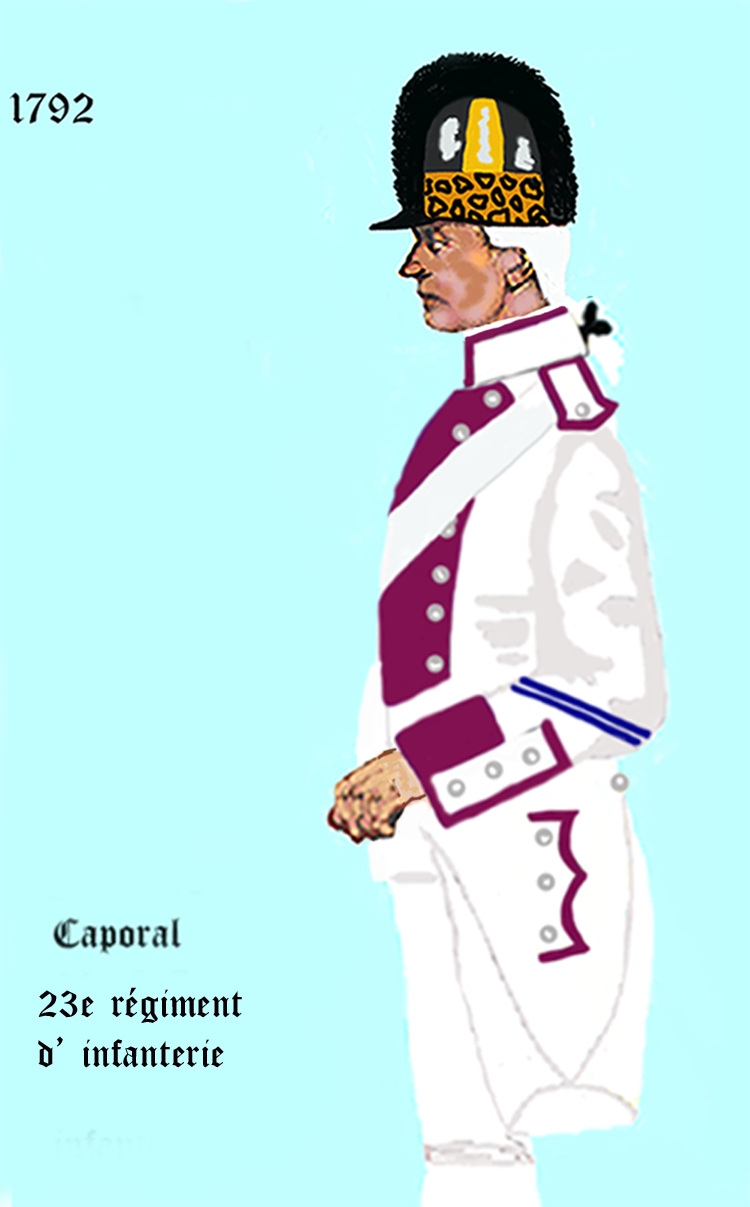
23e régiment d’infanterie de ligne 1792 bis 1794

## Gefechtskalender

### Kriege, an denen das Regiment teilgenommen hat
Französisch-Spanischer Krieg
Devolutionskrieg
Holländischer Krieg
Reunionskrieg
Pfälzischer Erbfolgekrieg
Spanischer Erbfolgekrieg
Krieg der Quadrupelallianz
Polnischer Thronfolgekrieg
Österreichischer Erbfolgekrieg
Siebenjähriger Krieg
Koalitionskriege
Deutsch-Französischer Krieg
Erster Weltkrieg
Zweiter Weltkrieg

#### Französisch-Spanischer Krieg – 1635 bis 1659
Bereits kurz nach der Aufstellung wurde das Regiment nach Flandern kommandiert, wo der Maréchal Turenne gegen den Prince de Condé kämpfte, der auf der Seite des spanischen Königs gegen Frankreich stand.
1650:
Am 15. Dezember Einsatz in der Schlacht bei Rethel.
1657:
Unter dem Kommando des Comte de Grandpré war das Regiment vom 12. Juni bis zum 6. August 1657 bei der Belagerung von Montmédy eingesetzt. Es folgte die Teilnahme an der Belagerung von Saint-Venant, Wate und Fort Mardyck und zuletzt von Bourbourg, mit der der Feldzug des Jahres beendet war. „Royal“ und zwei weitere Regimenter wurden anschließend zur Ausbesserung der dortigen Wallanlagen eingesetzt.
1658:
Feldzug in Flandern. Nachdem das Regiment zu Beginn des Jahres zunächst nach Lothringen abkommandiert worden war, kehrte es bald darauf, ohne tätig geworden zu sein, nach Flandern zurück. Belagerung von Gravelines im August 1658. Danach verlegte das Regiment nach Menen, wo es bis zum Jahre 1660 blieb, als die Stadt mit dem Pyrenäenfrieden am 7. November 1659 an Spanien zurückfiel. „Royal“ verließ Menen mit dem Eintreffen der spanischen Besatzung am 22. Januar 1660 und zog nach Lothringen, wo es in Garnison gelegt wurde.

#### Expedition nach Nordafrika
Am 2. Juli 1664 wurde das nur noch aus vier Kompanien bestehende Regiment (nach dem Ende des Krieges gegen Spanien war massiv abgerüstet und Personal reduziert worden) in Toulon eingeschifft. Der Verband stand unter dem Kommando von François de Bourbon-Vendôme, duc de Beaufort, und bestand noch aus dem Régiment de Normandie, Régiment de Picardie, Régiment de Navarre und Régiment Royal des Vaisseaux. Am 22. Juni erschien die kleine Flotte an der algerischen Küste und besetzte die Stadt Jijel. Diese Expedition wurde allerdings zu einem totalen Misserfolg. Krankheiten dezimierten die Truppe dermaßen, dass der Duc de Beaufort schließlich den Rückzug befehlen musste. Jijel wurde am 5. Oktober verlassen und die Rückfahrt nach Toulon angetreten. „Royal“ bezog anschließend Winterquartiere in der Umgebung der Stadt.

#### Devolutionskrieg – 1667 bis 1668
Bei Ausbruch des Krieges stand das Regiment unter dem Kommando des Marquis de Pierrefitte und erhielt den Befehl, sich bei den Truppen einzufinden, die zur Invasion der Spanischen Niederlande bestimmt waren. Sie waren in vier Brigaden eingeteilt, von denen „Royal“ und „d’Auvergne“ zur vierten gehörten.
„Royal“ war an der Belagerung von Charleroi, Tournai, Douai und Lille beteiligt.
Das Regiment nahm seine Winterquartiere in Flandern, wo es bis zum Frieden von Aachen verblieb. Danach wurde es verschiedenen Reformen unterworfen, so die Verringerung der Mannstärke, Einführung der Grenadiere, des Bajonetts und weiteres.

#### Holländischer Krieg – 1672 bis 1678
Ab 1672 war das Regiment bei der Eroberung der Niederlande eingesetzt und nahm gleich bei Kriegsbeginn an der Belagerung von Orsoy und von Doesburg teil. Drei Capitaines des Regiments – de Villechauvé in Doesburg, de Montefranc in Zutphen und de Vissac in Wesel – besetzten mit ihren Kompanien die jeweiligen Städte und übernahmen die Stelle des Gouverneurs. Der Rest des Regiments zog unter dem Kommando von Maréchal Turenne nach Westfalen.
1673:
Rückkehr in die Niederlande, Belagerung von Maastricht ab dem 23. Juni. „Royal“ wurde danach nach Lothringen abkommandiert, um zusammen mit anderen Regimentern, die Befestigungsanlagen um Nancy wieder aufzubauen. Diese waren nach dem Pyrenäenfrieden geschleift worden.
1674:
Teilnahme an der Besetzung der Franche-Comté mit der Belagerung von Besançon. Zwischenzeitlich Kommandierung nach Pontarlier, Einnahme von Schloss Ornans und Châteauvieux-les-Fossés.

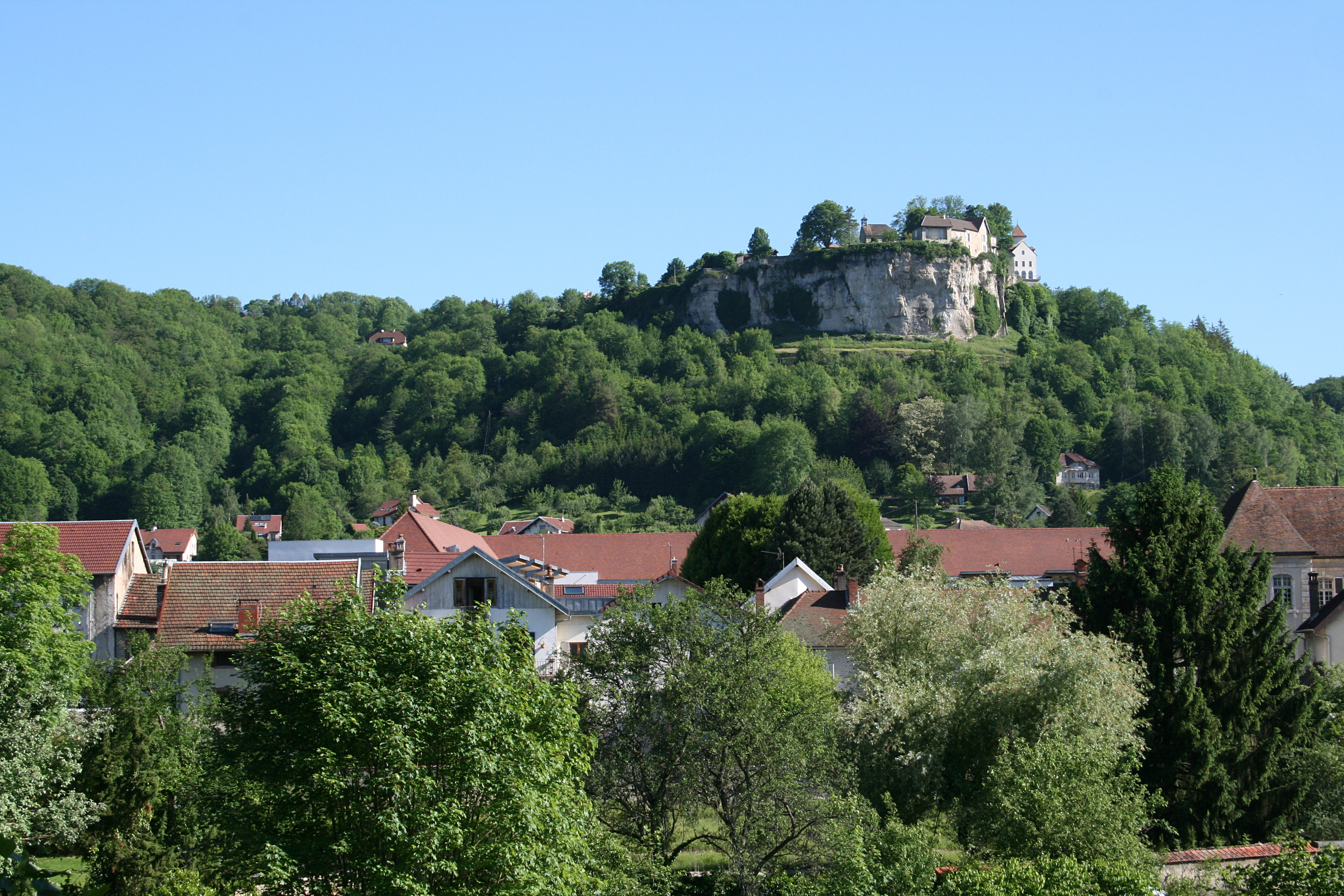
Schloss Ornans

Danach kehrte das Regiment nach Besançon zurück und wurde wieder bei der Belagerung eingesetzt.
Nach der Kapitulation von Besançon folgte die Belagerung von Dole, bei der „Royal“ starke Verluste an Gefallenen und Verwundeten hinnehmen musste. Anschließend Einsatz bei der Belagerung von Salins, das am 22. Juni kapitulierte. Danach wieder in das Elsass zur Armee von Turenne zurückbeordert.
Teilnahme an der Schlacht bei Enzheim, am Gefecht bei Mülhausen und an weiteren Kämpfen im Oktober und November. Danach Verlegung zur Armee von Maréchal de Créquy nach Charleville.
1675:
Belagerung von Dinant, das sich am 22. Mai, und von Huy, das sich am 4. Juni ergab. Am 18. Juni eröffnete das „Régiment Royal“ die Belagerungsgräben vor Limbourg. Im Juli wurde es zur Armee des Königs abkommandiert, die vor Sint-Truiden lag.
1676:
Der Feldzug im Norden begann mit dem Feldzug zur Einnahme von Condé-sur-l’Escaut, Bouchain und Aire-sur-la-Lys (wo es das Fort Saint-François erobern konnte). Belagerung von Maastricht.
1677:
Zu Beginn des Jahres wurde das Regiment mit anderen Einheiten unter dem Kommando von de Tracy zum Entsatz von Saint-Omer geschickt, in dem das Régiment du Monsieur eingeschlossen war. Nach der Befreiung der Stadt folgten Kämpfe gegen die Armee des Prinzen von Oranien mit der Schlacht bei Cassel. Das Regiment traf am 16. April auf dem Schlachtfeld ein, gerade zu dem Zeitpunkt, als sich die beiden Armeen formiert hatten. „Royal“ wurde sofort in die erste Linie gestellt, links vom „Régiment du Monsieur“. „Royal“ konnte sich durch die Einnahme der strategisch wichtigen Abtei von Piennes auszeichnen. Es hatte so schwere Verluste zu verzeichnen, dass es während der nächsten vier Monate nicht einsatzbereit war.
Nach der Rückkehr zur Armee wurde es bei der Belagerung von Saint-Ghislain eingesetzt, das am 11. Dezember kapitulierte. Die Einheit bezog anschließend Winterquartiere in Flandern.
1678:
Einsatz bei der Belagerung von Gent. Danach Abkommandierung zur Armee nach Deutschland, wo es mit der Armee des Maréchal de Créquy am 6. Juli am Gefecht bei Rheinfelden teilnahm.

#### Annexion von Straßburg
Im Jahre 1681 lag das Regiment in Breisach in Garnison, als König Louis XIV beschloss, Straßburg zu annektieren. „Royal“ stellte ein Détachement von 300 Mann, ebenso das Régiment d’Orléans, das Régiment de Picardie und das Régiment d’Artois, die am 3. Oktober gemeinsam in die Stadt einrückten.

#### Devolutionskrieg – 1683 bis 1684
Im Jahre 1683 lag die Einheit im Camp de Molsheim, von wo aus es nach Verdun marschierte, um im folgenden Jahr an der Belagerung von Luxemburg teilzunehmen. Zusammen mit dem Régiment de Piémont und dem Régiment d’Auvergne führte es Schanzarbeiten durch und konnte sich beim Angriff am 27. Mai auszeichnen. Nach der Belagerung ging „Royal“ nach Thionville in Garnison.

#### Pfälzischer Erbfolgekrieg – 1688 bis 1697
„Royal“ begab sich zu Beginn des Krieges zu den Truppen des Marquis de Boufflers, die sich in Feldlagern zwischen Mainz und Kreuznach gesammelt hatten und bald darauf zur Belagerung von Koblenz dirigiert wurden. Der Colonel de Céqui konnte mit einer Anzahl zusammengewürfelter Kompanien, unterstützt von einem Regiment Dragoner, einen Ausfall feindlicher Kavallerie aus der Stadt abweisen. Nachdem die Belagerung ergebnislos hatte abgebrochen werden müssen, wurde das Regiment in Trier in Winterquartiere gelegt.
Das 2. Bataillon war inzwischen zur Belagerung von Philippsburg abgeordnet, das am 30. Oktober 1688 kapitulierte. Es folgte die problemlose Einnahme von Mannheim, Speyer, Worms und Oppenheim. Danach marschierte es nach Trier, wo die beiden Bataillone des Regiments zum Abbruch der Befestigungsanlagen eingesetzt wurden. Kurze Zeit später wurden die beiden Bataillone wieder getrennt eingesetzt, das 1. Bataillon wurde in die bedrohte Festung Mont-Royal verlegt (über den Einsatz des 2. Bataillons ist nichts bekannt).
1690:
Das Regiment war wieder komplett und wurde mit der Armee des Dauphin zum Grenzschutz eingesetzt.
1691:
In diesem Jahr wurde die Einheit nach Italien verlegt und stand im Kampf gegen das Haus Savoyen, das sich den Feinden Frankreichs angeschlossen hatte. Bei der Einnahme von Villafranca d’Asti, San Ospizzio, Nizza, Veilane und Carmagnola eingesetzt. Im August wurde ein Hinterhalt gelegt, um eine Abteilung des Prinzen Eugen abzufangen, die gegen die französische Nachhut aufklärte. Dabei wurden 300 Gegner gefangen genommen, das Regiment verlor ein Dutzend Gefallene, 20 bis 25 Mann wurden verwundet. Zwei Pferde des Colonel wurden unter ihm erschossen.
In einem Gefecht gegen die Nachhut der feindlichen Armee konnten mehrere Grenadierkompanien und zwei Kompanien von „Royal“ drei feindliche Bataillone aufreiben.
1692:
Teilnahme an der Belagerung von Montmélian, dann Rückkehr nach Frankreich unter dem Kommando von Nicolas de Catinat mit dem Einsatz in Flandern bei der Belagerung von Namur, das am 3. Juni kapitulierte.
Schlacht bei Steenkerke. Am äußersten linken Flügel postiert, wurde das Regiment erst gegen Ende des Tages eingesetzt. Es verlor vier Capitaines und einen Lieutenant an Gefallenen. Kurze Zeit danach wurde es zur Rheinarmee von Maréchal de Lorges versetzt und war an der Einnahme von Heidelberg und Zwingenberg beteiligt.
1693:
Zurück in Flandern. Das Regiment gehörte zu einer Streitmacht von 15.000 Mann, kommandiert von Maréchal Boufflers, die zur Unterstützung dem Maréchal de Luxembourg bei der Belagerung von Charleroi (10. September bis 11. Oktober 1693) zugeführt wurden. Danach bezog es Winterquartiere in Flandern.
1694:
Der Armee in Deutschland zugeteilt, sammelte sich das Regiment in Neustadt, wo es drei Monate bleib, ohne an nennenswerten Aktivitäten teilgenommen zu haben.
Am 10. August wurde ein Détachement aus 100 Grenadieren des Regiments und 150 Dragonern unter dem Kommando des Marquis de Bretèche zusammengestellt, um die Möglichkeiten zur Requirierung von Lebensmitteln entlang des Speyerbachs zu erkunden. Am 12. August trafen sie bei dem Weiler Dorbach auf eine 500 Mann starke feindliche Abteilung. In dem folgenden Gefecht wurde der Marquis de Bretèche verwundet und mit 11 seiner Grenadiere gefangen genommen, fünf fielen und 33 wurden verwundet.
1695–1696:
Feldzug in Italien in der Armee von Maréchal de Catinat.
1697:
Zur Armee von Maréchal Boufflers an der Maas kommandiert. Als Deckungstruppe bei der Belagerung von Ath eingesetzt. Bei der Armee blieb es bis zum Frieden von Rijswijk und dem Ende des Krieges.

#### Spanischer Erbfolgekrieg – 1701 bis 1714
Bei Ausbruch des Krieges im Jahre 1701 wurde das Regiment zur „Armée des Pays-Bas“ (Armee in den Niederlanden) abgestellt. Es war bei der erfolgreichen Besetzung von Gent und Namur eingesetzt und erhielt Winterquartier in Venlo zugeteilt. Hier verblieb es jedoch nur kurze Zeit und zog Mitte des Monats nach Bonn.
1702:
Im Juni erfolgte die Verlegung mit zwei Bataillonen nach Cleve, wo der Duc de Bourgogne das Kommando über die Armee übernahm. Das 3. Bataillon wurde nach Venlo beordert, das mittlerweile vom Feind bedroht und dann eingeschlossen wurde. Das Bataillon besetzte das Fort St. Michael, wo es zwölf Angriffe abweisen und sich so auszeichnen konnte. Nachdem die Belagerung nicht hatte abgewehrt werden können, erhielt die Besatzung nach der Kapitulation freien Abzug mit militärischen Ehren. Das 3. Bataillon zog dann nach Bonn, wo sich die Einheit wieder vereinigte und für den Rest des Jahres verblieb.
1703:

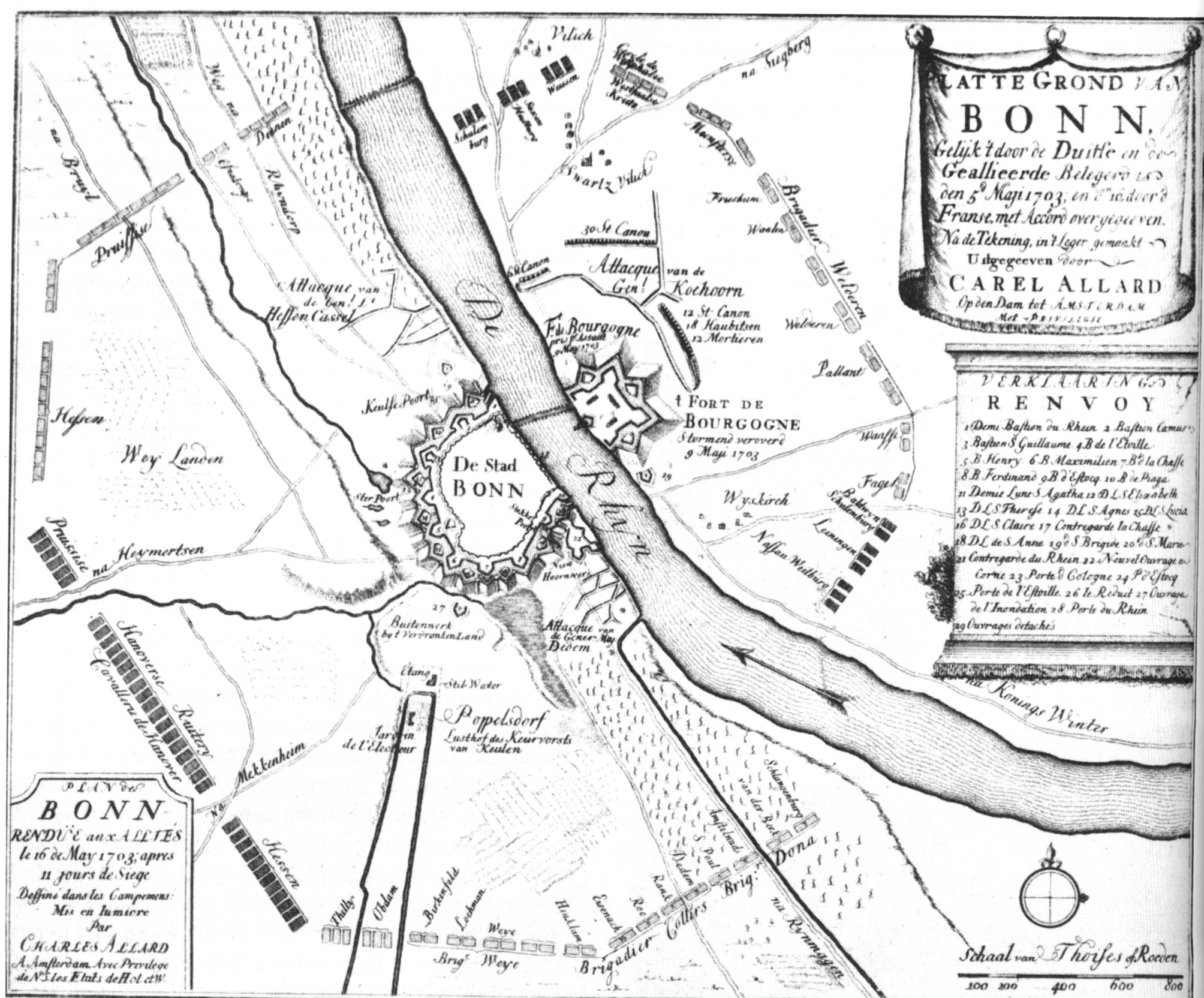
Belagerung von Bonn

Bei der Belagerung von Bonn waren die beiden Bataillone noch in der Stadt. „Royal“ verlor bei den Kämpfen etwa 30 Mann und den Capitaine de Novion. Nach der Kapitulation wurden die Kompanien auf die Hälfte reduziert. Es war kaum möglich gewesen, den Personalbestand wieder aufzustocken, als es erneut daran ging, wieder in den Krieg zu ziehen. Zwei Bataillone verlegten in das Elsass und waren bei der Belagerung von Neu-Breisach eingesetzt, dann ab 19. Oktober bei der Festung Landau. Hier verlor es den Capitaine de La Fitte, eine große Anzahl an Offizieren wurde verwundet. Am 15. November folgte die Schlacht am Speyerbach, als man versuchte, die zum Entsatz der Festung Landau anrückenden Truppen des Erbprinzen von Hessen-Kassel aufzuhalten. In dieser Schlacht verlor „Royal“ die Hälfte seiner Grenadiere und ein Viertel seines Gesamtbestandes. Der Colonel de Calvo und eine große Anzahl der Offiziere fielen, viele weitere wurden verwundet.
Die beiden Bataillone wurde in diesem Feldzug nicht mehr eingesetzt.
1704:
Das 3. Bataillon beendete den Feldzug zu Beginn des Jahres nach der Belagerung von Venlo und vereinigte sich an der Saar mit dem Rest des Korps unter dem Befehl von Maréchal de Tallard. Kurze Zeit später zog das gesamte Regiment unter de Tallard nach Bayern, überquerte die Donau und kämpfte am 13. August in der blutigen Schlacht bei Höchstadt. In der Schlacht wurde ein Fähnrich des Regiments getötet, und die Fahne fiel in die Hände der Engländer. Dem Sergent Labussière gelang es, unterstützt von drei Soldaten, die Fahne wieder zurückzuholen, zwei der Helfer fielen dabei. Er wurde daraufhin zum Sous-lieutenant befördert und erhielt eine Pension von 100 Livres.
Der Colonel d’Énonville, der Major de Piennes, der Capitaine-commandant de Moncla, die Capitaines de Mars, de Chavigny und weitere sechs fielen. Der Colonel Comte d’Aubigné, die Capitaines de Palmes, Descaves und acht weitere wurden verwundet. 18 Offiziere wurden vermisst. Von den Unteroffizieren und Mannschaften fielen 400 Mann, wurden verwundet oder vermisst. Nach der Schlacht wurde das Regiment nach Thionville zur Auffrischung verlegt und wechselte dann nach Sedan.
1705:
Zwei Bataillone wurden zum Feldzug in Flandern kommandiert, Belagerung von Huy. Winterquartiere wurden in Valenciennes bezogen.
1706–1707:
Nachdem das 3. Bataillon schließlich wieder auf Kampfstärke gebracht worden war, stieß es bei der Armee von Ferdinand de Marsin an der Mosel zum Rest des Regiments. Es wurde zunächst in der Pfalz eingesetzt, aber bald wieder nach Flandern kommandiert, wo es zur Armee von Maréchal Vendôme stieß. das Jahr 1707 war ohne besondere Vorkommnisse für das Regiment. Es lag in Dünkirchen und später in Aire.
1708–1709:
Im April verließ es seine Quartiere, um zu der Truppe zu stoßen, die sich bei Mons unter dem Kommando des Duc de Bourgogne versammelte. Teilnahme an der Schlacht bei Oudenaarde. Das Jahr endete mit der Einnahme von Leffinge und der Verteidigung von Gent. Während der Belagerung der Stadt machten neun Grenadierkompanien (davon drei von „Royal“) einen Ausfall und schlugen vier britische Bataillone. Nach der Kapitulation der Stadt am 30. Dezember kehrte das Regiment nach Frankreich zurück und bezog Quartiere in Ardres, Boulogne-sur-Mer und Montreuil. Im Jahre 1709 war das Regiment in der Schlacht bei Malplaquet eingesetzt. Hier konnten 11 feindliche Fahnen erobert werden, was aber mit großen Verlusten erkauft werden musste – davon allein 50 Offiziere.
1712–1713:
Teilnahme an der Schlacht bei Denain. Anschließend Belagerung von Douai. Hier fiel der Capitaine Morel, an die hundert Grenadiere wurden verwundet oder getötet. Le Quesnoy wurde belagert, dem im Oktober die Belagerung von Bouchain folgte.
Im Jahre 1713 stand das Regiment unter dem Kommando von Maréchal de Villars im Feldzug am Rhein. Es kämpfte bei der Belagerung von Landau und von Freiburg (30. September bis 16. November). Damit war der Krieg für das Regiment beendet.

#### Friedenszeit
Mit dem Beginn der Friedenszeit wurde begonnen, die Truppen zu reduzieren. „Royal“ nahm zunächst die Überreste der Regimenter „de Desangles“, „de Vanon“, „de La Rivière“, „de Laubanie“ und „de Bombelle“ auf, um dann auf zwei Bataillone reduziert zu werden. Es wurden die folgenden Garnisonen bezogen: Lille 1716, Poitiers 1719, Cambrai 1724, Toul 1726, Metz 1730, im Feldlager an der Mosel 1732 und Douai 1733. Am Krieg der Quadrupelallianz (1717–1720) nahm das Regiment nicht teil.

#### Polnischer Thronfolgekrieg – 1733 bis 1738
Als der Krieg zwischen Frankreich und dem Deutschen Reich um die polnische Thronfolge ausbrach, wurde „Royal“ von Douai zur Armee des Maréchal Berwick an den Rhein in Marsch gesetzt. Nach der Belagerung von Kehl folgte die Kommandierung nach Sedan, wo ein drittes Bataillon aufgestellt wurde. Nach erfolgter Ausbildung war das Regiment in der Lage, an dem folgenden Feldzug teilzunehmen; trotzdem wurde das 3. Bataillon nach Montmédy geschickt, die beiden anderen dagegen nach Thionville.
1734:
„Royal“ nahm dann an der Einnahme von Trier und an der Belagerung von Trarbach teil. Beim Angriff auf das Schloss Grevenburg konnte der Capitaine de Verduisant an der Spitze von zwei Kompanien und zwei Piquets ein Vorwerk einnehmen, was bald darauf zur Kapitulation von Trarbach führte.
Am 26. Mai kam das Regiment bei der Belagerung von Philippsburg an, die von dem Maréchal de Berwick durchgeführt wurde. Am 10. Juni wurde das Regiment in die Belagerungsgräben befohlen und zu Schanzarbeiten eingesetzt. Am 18. Juni erfolgte die Kapitulation, und „Royal“ kämpfte danach während des Restes des Feldzuges gegen die Truppen des Prinzen Eugen von Savoyen. Es folgte die Verlegung in das Camp von Neuffen zur Truppe von Maréchal de Noailles, um anschließend nach Italien weiterzuziehen. Über die Dauphiné und das Piémont marschierte das inzwischen wieder komplette Regiment nach Reggio nell’Emilia, wo es nach sechs Monaten eintraf. Hier hatte es während des folgenden Feldzuges seinen Stützpunkt.
1735:
Im Mai verließen die Truppen ihre Quartiere, „Royal“ wurde den Truppen zum Angriff gegen Gonzaga (Lombardei) und Reggiolo zugeteilt und war am 7. Juni an der Einnahme von Revère beteiligt. Nach der Unterzeichnung des Präliminarfriedens zwischen Österreich und Frankreich überwinterte das Regiment in Modena und kehrte dann nach Frankreich zurück. Hier wurde es in Perpignan, in der Dauphiné und in der Festung Landau stationiert.

#### Österreichischer Erbfolgekrieg – 1742 bis 1748
Zuteilung zur Armée de Bavière (Armee in Bayern). Aus diesem Grund wurde die Garnison von Metz nach Straßburg verlegt, wo sich die Truppen zum Einmarsch nach Bayern unter dem Oberbefehl von François, duc d’Harcourt, sammelten. Das Regiment gehörte zur 3. Division, die vom Marquis d’Hérouville kommandiert wurde. Die Armee überquerte am 9. März bei Straßburg den Rhein und erreichte am 25. März die Donau. Einsatz im Gefecht bei Dingolfing.
1743:
In den letzten Tagen des April sollte das Regiment eine Brücke zerstören, die es dem Feind erlaubt hätte, sich zurückzuziehen. Diese Aktion kostete das Regiment den Kommandanten, Colonel-lieutenant de Verduisant; weitere 26 Offiziere und 134 Soldaten wurden verwundet oder getötet. Während des Rückzuges der französischen Armee ab dem 16. Juni wurde das Regiment von Husaren und Panduren angegriffen. „Royal“ überquerte den Rhein und ging nach Nancy in Garnison. Im Winter 1743/1744 bildete es die Garde für Stanislaus I. Leszczyński.
1744:
Nach Flandern zur Armee des Königs kommandiert, war es bei der Einnahme von Menen und Ypern eingesetzt. Nachdem die Flandernarmee durch die Abkommandierung zahlreicher Truppenteile zur Armee an den Rhein geschwächt war, unternahm sie keine bemerkenswerten Operationen mehr. „Royal“ bezog Winterquartiere in Le Quesnoy.
1745:
Das Regiment sammelte sich mit den anderen Truppen des Maréchal de Saxe bei Bouchain. Teilnahme an der Belagerung von Tournai und an der Schlacht bei Fontenoy. In dieser Schlacht hatte es große Verluste zu verzeichnen. Danach kehrte es zur Belagerungstruppe vor Tournai zurück, das am 19. Juni kapitulierte.
Einsatz in der Schlacht bei Oudenaarde am 22. Juni. Im Oktober zog das Regiment nach Dünkirchen, wo es Winterquartiere bezog.
1756:
Einnahme von Mons, Saint-Ghislain, Charleroi und Namur. Schlacht bei Roucourt. Das Regiment stand in der zweiten Linie an der Straße zwischen Tongres und Lüttich, wo es durch feindliche Artillerie starke Verluste erlitt. 400 Mann fielen oder wurden verwundet: Die Offiziere Commandant de Cassagnard, die Capitaines de Montbaron, du Voisel, Montfort, die Lieutenants de Villars und Clocheville fielen – der Lieutenant-colonel de la Bilinière, die Capitaines de Ferville, Frochard, de Vigreux, d’Averne, Montenant, de Bry, Marseuil, de Moussy sowie 14 Lieutenants und Sous-lieutenants wurden verwundet. Winterquartiere wurden in Louvain bezogen. Hier wurde der Personalbestand wieder aufgefüllt und das Regiment um ein viertes Bataillon verstärkt.
1747:
Zu Beginn des Jahres lag das Regiment in Mechelen. An der Schlacht bei Lauffeldt war es nicht beteiligt, konnte sich aber bei der wichtigen Belagerung von Bergen-op-Zoom auszeichnen.
1748:
Belagerung von Maastricht. Die vier Grenadierkompanien eroberten das Schloss Hop Harem.

### Friedenszeit
Bei Ende des Krieges lag das Regiment in Saint-Quentin, wo das 3. und 4. Bataillon 1749 aufgelöst wurden.
Weitere Friedensgarnisonen waren Metz, Landau, Grenoble, Fort Barraux, Romans, Embrun und ab 1754 das Camp de Beaucaire.

#### Siebenjähriger Krieg – 1756 bis 1763
1756:
Einteilung zur Expedition nach Menorca. Am 9. April stach die Flotte in See, die Insel wurde am 18. April erreicht. Die Anlandung ging ohne Schwierigkeiten vor sich. Die Stadt Ciutadella verteidigte sich nicht und wurde unverzüglich besetzt. Allerdings musste jetzt noch Maó eingenommen werden, dessen Zitadelle als uneinnehmbar galt und in die sich eine starke englische Garnison zurückgezogen hatte. Am 8. Mai erschien die französische Artillerie, und die Belagerung von Fort Saint-Philippe konnte beginnen. Die Arbeiten wurden durch die beiden Bataillone von „Royal“ und von Royal-Comtois begonnen. Die Annäherungsgräben wurden vom Regiment am 31. Mai, am 9. Juni und am 16. Juni besetzt. Am 27. Juni um 10:00 Uhr begann das Regiment mit dem Angriff auf Fort Marlborough. Der Feind bat schließlich um einen Waffenstillstand, der auch gewährt wurde. Die Insel wurde dann von „Royal“, „Médoc“, „Vermandois“ und drei anderen Regimentern kontrolliert. Bei Kriegsende 1763 kehrte das Regiment nach Frankreich zurück.

### Friedenszeit
Im Jahre 1765, in Straßburg stationiert, wurde das Regiment geteilt. Es musste ein Bataillon zur Aufstellung des Régiment de Brie abgeben und bezog im Laufe der Jahre die folgenden Garnisonen:
Calais 1766, Saarlouis 1767 bis 1768, Thionville 1768 bis 1770, Longwy, Montmédy, Brest und Givet 1770 bis 1771, Saarlouis 1771 bis 1772, Straßburg 1772 bis 1775, Valenciennes 1775 bis 1776, Mézières 1776 bis 1777.
Während des Amerikanischen Unabhängigkeitskrieges war das Regiment zur Beobachtung am Ärmelkanal eingesetzt. In dieser Zeit lag es in Arras, Rouen, Granville, Cherbourg, Saint-Romain, Dieppe und Dinan.
1783 lag es in Valenciennes, 1784 in Saint-Jean d’Angély, 1785 in Condé, Crozon, Camaret, Alençon und Cambrai, 1788 in Straßburg, 1792 in Bourg und Avignon.
Das Regiment war eines der ersten, die die Auswirkungen der Revolution enthusiastisch begrüßten. Trotzdem waren Ende 1792 56 von 99 Offizieren emigriert oder hatten demissioniert.

#### Kriege der Revolution und des Ersten Kaiserreichs – 1805 bis 1815
- 1805: Feldzug in Italien

Schlacht bei Caldiero
- 1806 bis 1809: Feldzug in Dalmatien, Gefecht bei Lesina, Belagerung von Ragusa, Schlacht bei Castelnovo
- 1808: Schlacht bei Ibraichi
- 1809: Schlacht bei Sacile, Schlacht an der Piave, Schlacht bei Saint-Daniel, Schlacht bei Kitta
- 1809: Schlacht bei Gradschlitz, Schlacht bei Gospić, Schlacht bei Wagram
- 1810: Spanischer Unabhängigkeitskrieg – Kämpfe in Katalonien
- 1811: Gefecht bei Moncada
- 1812: Kämpfe bei Barcelona
- 1813: Feldzug in Deutschland – Schlacht bei Großgörschen, Schlacht bei Bautzen, Schlacht bei Jena und Auerstedt, Schlacht bei Wartenburg, Gefecht bei Freiberg, Völkerschlacht bei Leipzig, Schlacht bei Hanau
- 1814: Feldzug in Frankreich – Gefecht bei Briengen, Gefecht bei Chambrey, Gefecht bei Macon, Gefecht bei Limonest
- 1815: Feldzug in Belgien – Schlacht bei Ligny, Schlacht bei Wavre, Schlacht bei Waterloo

### 1815 bis 1857
- 1823: Einsatz bei der Französischen Invasion in Spanien
- 1830–1857: Eroberung von Algerien. Das Regiment stand die ganze Zeit über in diesem Land.

### Zweites Kaiserreich
- Sardischer Krieg

1859: Schlacht bei Magenta
- Deutsch-Französischer Krieg

Im Bei Kriegsausbruch lag das Regiment im Feldlager von Chalons. Am 16. August 1870 wurde das aus Reservisten und sonstigen Aufgerufenen des Regiments gebildete 4. Bataillon zur Aufstellung des „7e régiment de marche“ (7. Marschregiment) herangezogen.
2. August 1870: Teilnahme an der gewaltsamen Aufklärung und Besetzung von Saarbrücken. Das Regiment kampierte bis zum Rückzugsbefehl am 5. August auf dem Exerzierplatz.
6. August 1870: Teilnahme an der Schlacht bei Wörth, danach am 19. August Rückzug nach Metz
18. März 1871: Einsatz bei der Bekämpfung der Pariser Kommune

### 1871 bis 1914
- 1872: Wiederaufstellung
- Garnison in Soissons, Saint-Quentin, Guise und Bohain. 1874 Zuweisung zum 7. Korps. Bis zum 1. April 1923 sollte es in der „Caserne Aubry“ in Bourg-en-Bresse bleiben.
- 1884 bis 1885: Einsatz im Chinesisch-Französischen Krieg

1883: Angriff auf Bắc Ninh und Rückzug nach Lạng Sơn
- 1902 bis 1903: Einsatz gegen Streikende in Saint-Étienne und Lille

### Erster Weltkrieg
Von August 1914 bis November 1918 gehörte das Regiment zur 4. Infanteriedivision.

#### 1914/1915
- Oktober 1914 bis Dezember 1915: Stellungskämpfe bei Saint-Dié-des-Vosges (Kämpfe am Hartmannswillerkopf)
- März 1915: Das Rekrutendepot bildete eine Kompanie zur Aufstellung des „414e régiment d’infanterie“

#### 1916
- Juli bis September: Schlacht an der Somme

#### 1917
- Schlacht an der Aisne
- Das Regiment war an den Meutereien in der französischen Armee beteiligt.

#### 1918
- Schlacht an der Aisne
- Kämpfe bei Oulchy-le-Château
- Vierte Flandernschlacht
- Kämpfe an der Schelde

### Zwischenkriegszeit
Am 13. Juli 1919 wurde der Fahne des Regiments auf dem Place de l’Hôtel-de-ville in Paris vom Präsidenten der Republik das Kreuz der Ehrenlegion angeheftet. Nach neun Jahren als Besatzungstruppe in Deutschland kehrte es 1928 in seine Heimatgarnison zurück.
- 1933 bildete es, zusammen mit dem „153e régiment d’infanterie de ligne“, die Festungsbesatzung der Maginot-Linie im Abschnitt der Lauter in Hagenau.

### Zweiter Weltkrieg
Das „23e régiment d’infanterie de forteresse“ wurde am 22. August 1939 durch die Région Militaire, Centre Mobilisateur d’infanterie (CMI 202): réserve A RIF type Metz/Auter, in Hagenau auf Kriegsstärke gebracht und in seinen vorgesehenen Abschnitt der Maginot-Linie verlegt, wo es das Festungswerk Ouvrage du Hochwald besetzte. Nach dem Waffenstillstand von Compiègne (1940) gehörte es zur Waffenstillstandsarmee der Vichy-Regierung, bis es nach dem Einmarsch der deutschen Wehrmacht in das bis dahin unbesetzte Frankreich schließlich am 30. November 1942 aufgelöst wurde.

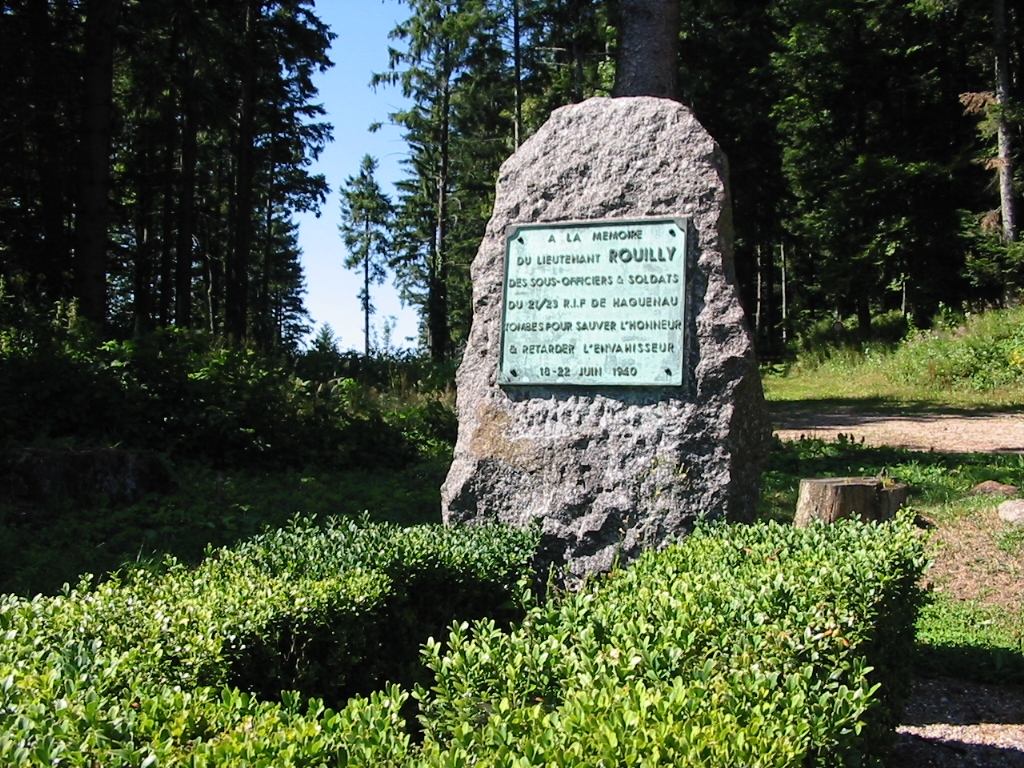
Stein zum Gedenken an den Lieutenant Rouilly (Juni 1940)

### Nachkriegszeit
Im Februar 1945 im Elsass neu aufgestellt, nahm das Regiment an den letzten Kämpfen des Krieges teil und wurde dann in Drachenbronn-Birlenbach stationiert, wo es am 31. Dezember 1948 aufgelöst wurde.
Am 16. Juni 1954 wurde die Einheit aus Teilen des 26e RI, des 151e RI und des 152e RI wieder aufgestellt. Es bestand aus drei Bataillonen zu je 835 Mann und einer Stabskompanie zu 137 Mann. Es gehörte zur 11. Infanteriedivision. Zusammen mit dem 1. Bataillon des „28e régiment d’artillerie“ (475 Mann), einer Fernmeldeabteilung (78 Mann) und einer Sanitätseinheit (16 Mann) bildete es die „Groupe Mobile 111“, die im August 1954 nach Tunesien abkommandiert wurde. Hier war die Einheit in der Region Kroumirie eingesetzt und wechselte im Frühjahr 1957 unter dem Kommando von Colonel De Widerspach Thor nach Algerien. Nach der Einstellung der Feindseligkeiten am 19. März 1962 wurde das Regiment, wie 91 weitere, bei der Aufstellung der 114 aufzustellenden Einheiten der Nationalen Streitkräfte eingesetzt. Das 23e RI stellte zwei Einheiten der UFL-UFO auf, das 415e UFL-UFO in Oum Toub und das 414e UFL-UFO in Nakarta. Diese Einheiten bestanden zu 10 % aus Militärangehörigen aus den Metropolen (Militaires métropolitains) und zu 90 % aus Militärangehörigen aus der Landbevölkerung (Militaires Musulmans). Sie stellten die provisorischen Streitkräfte Algeriens bis zu dessen Unabhängigkeit. Nach Erledigung dieses Auftrages verlegte das Regiment nach Deutschland, wo es im Juli 1962 aufgelöst wurde. Am 1. Juli 1964 in Saarburg wieder aufgestellt, verlegte die Einheit 1968 nach Metz, wo es in der Caserne Desvallières 1976 endgültig aufgelöst wurde.

## Regimentsfahnen seit der Revolution

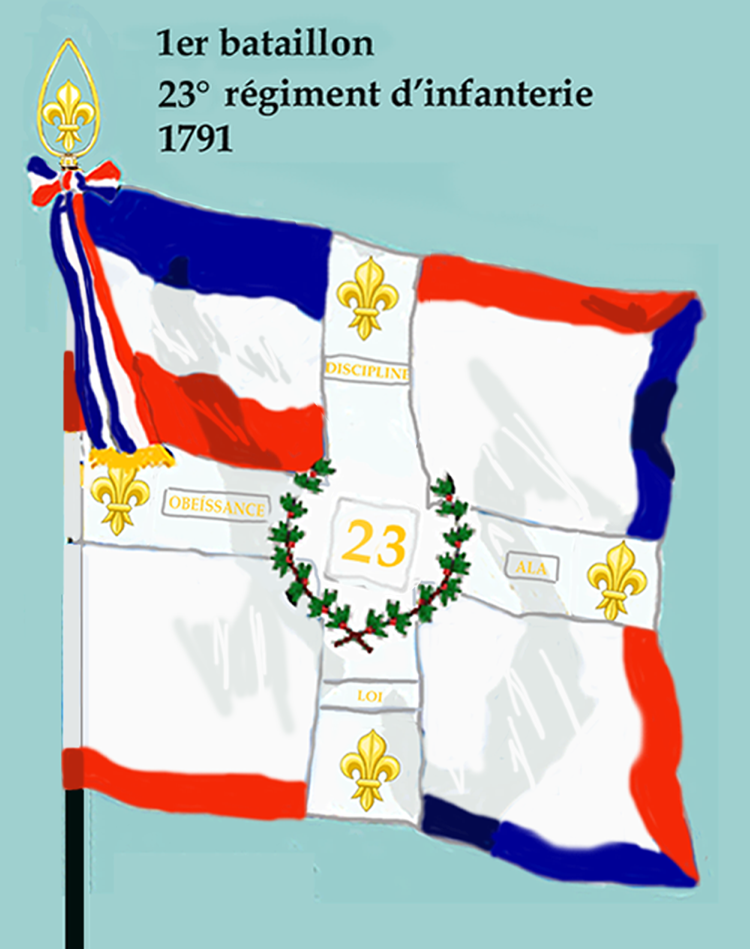
1. Bataillon 1791 bis 1793
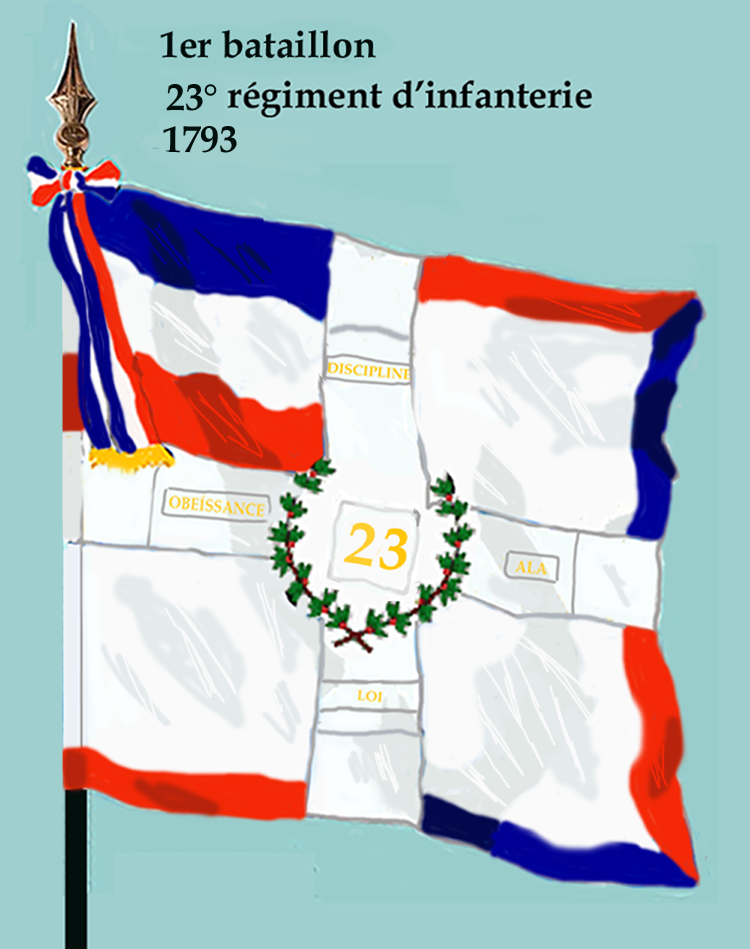
1. Bataillon 1793 bis 1794
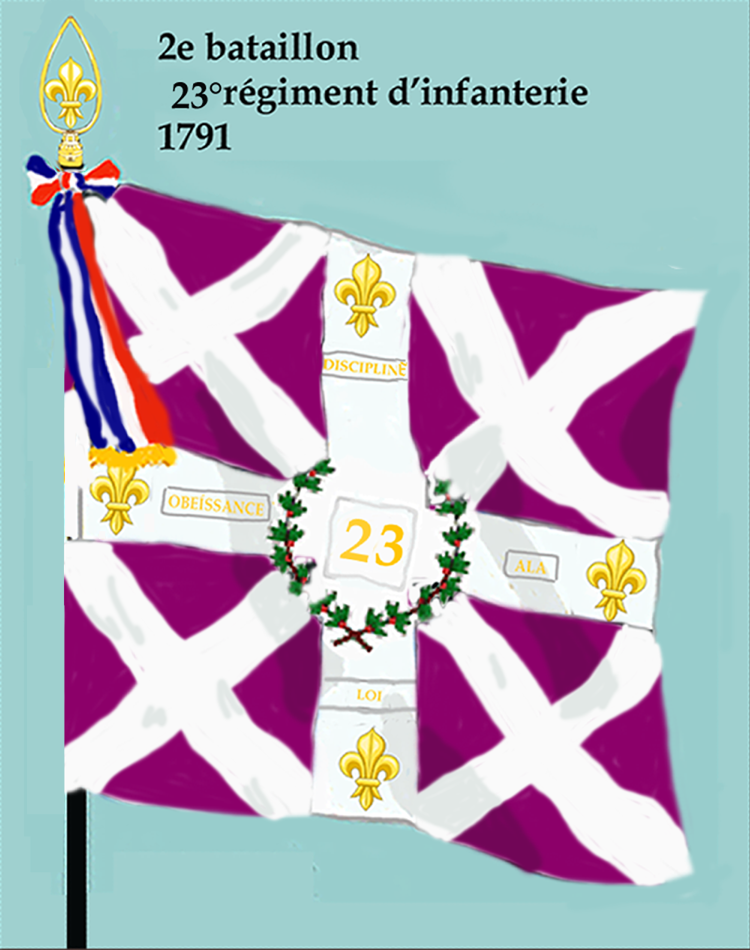
2. Bataillon 1791 bis 1793
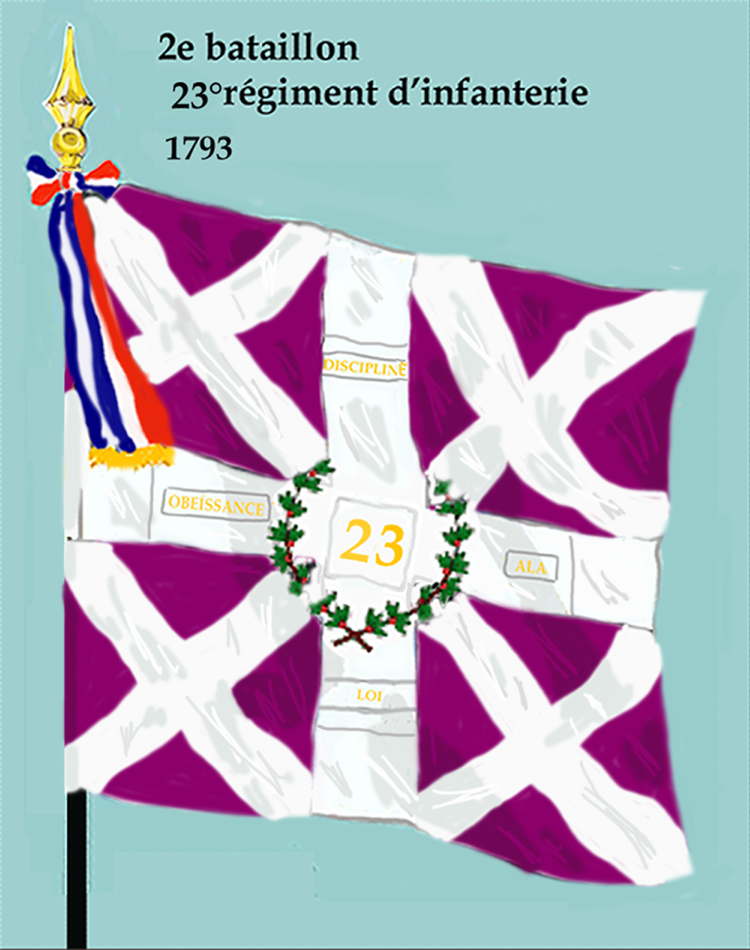
2. Bataillon 1793 bis 1794
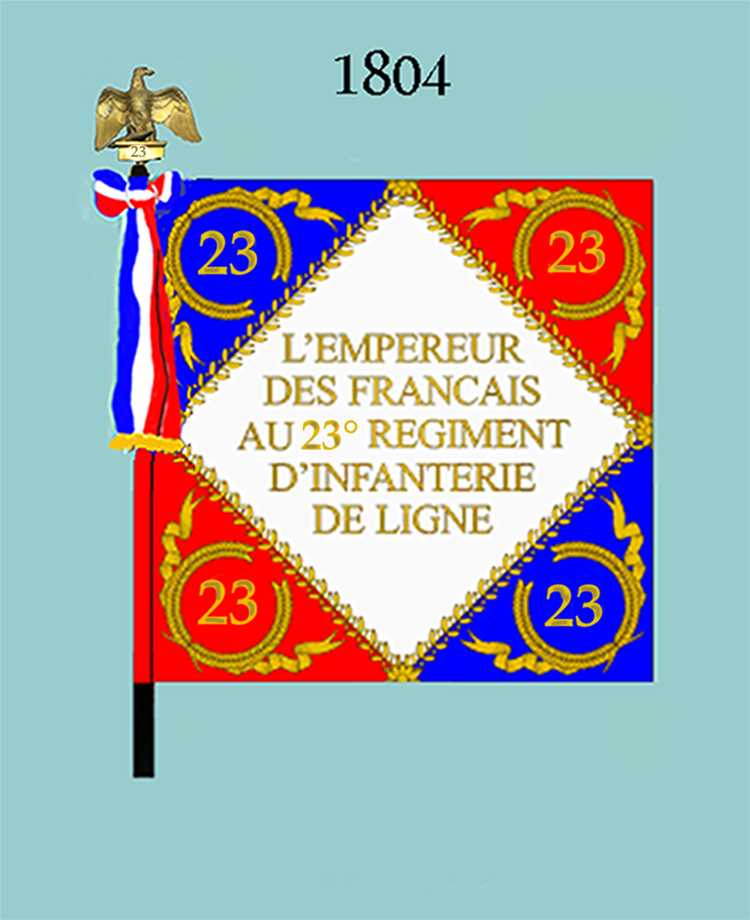
1804 bis 1812
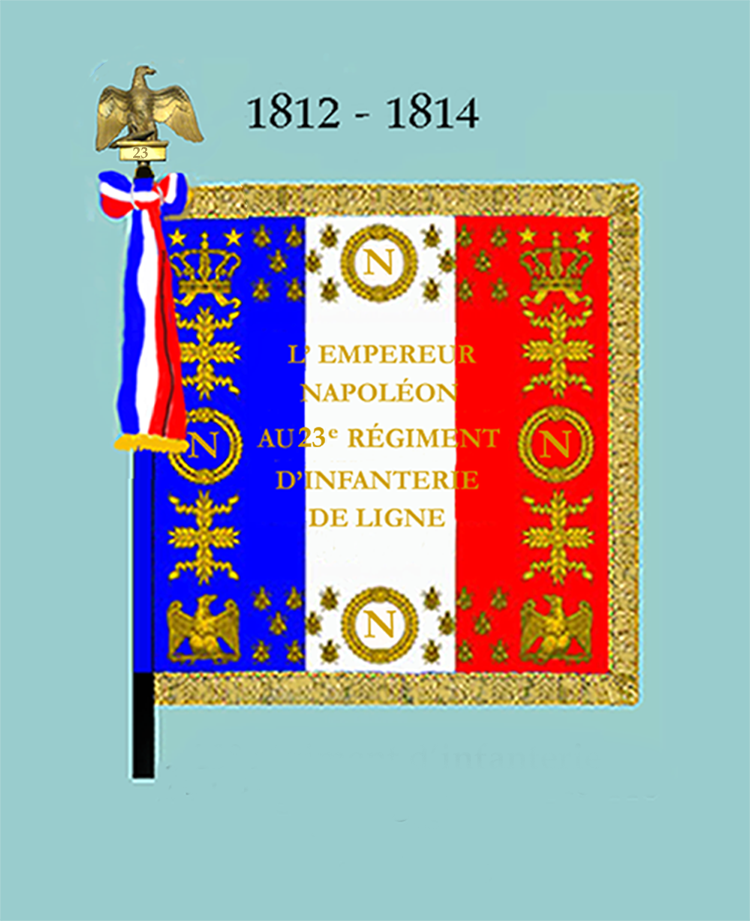
1812 bis 1814
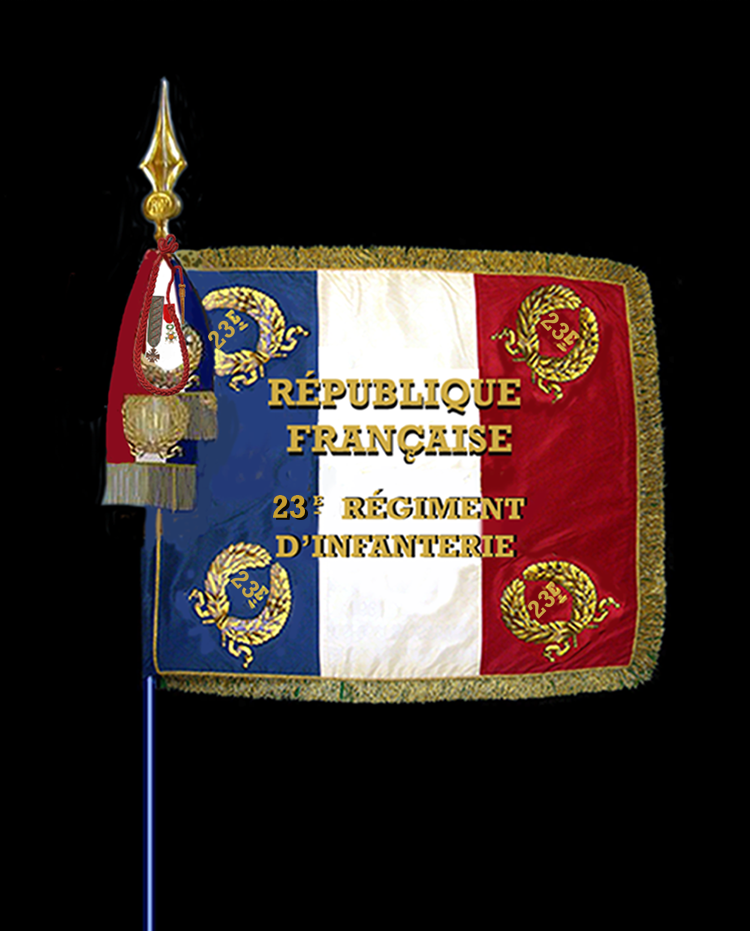
zuletzt geführt – Vorderseite
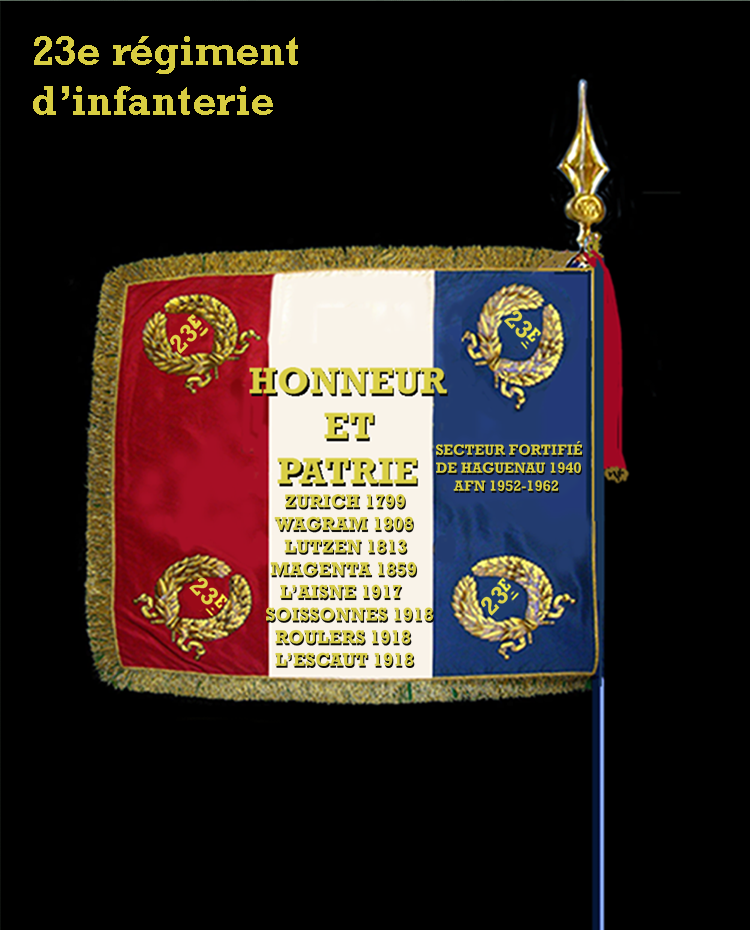
zuletzt geführt – Rückseite

Auf der Rückseite der Regimentsfahne sind (seit Napoleonischer Zeit) in goldenen Lettern die Feldzüge und Schlachten aufgeführt, an denen das Regiment ruhmvoll teilgenommen hat.

## Devise
Seit der Schlacht bei Fontenoy führte das Regiment die (von den Engländern vergebene) Devise:

## Ehrungen
Das Fahnenband ist mit dem Croix de guerre 1914–1918 mit sechs Palmenzweigen für sechsmalige lobende Erwähnung im Armeebefehl und seit Dezember 1919 mit Kreuz und Fourragère in den Farben der Legion d’honneur dekoriert.
Die Angehörigen des Regiments haben das Recht, die Fourragère in den Farben der Legion d’honneur für die sechsmalige lobende Erwähnung im Armeebefehl zu tragen.

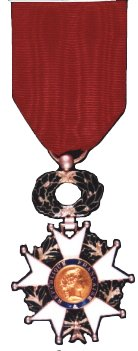
Legion d’honneur
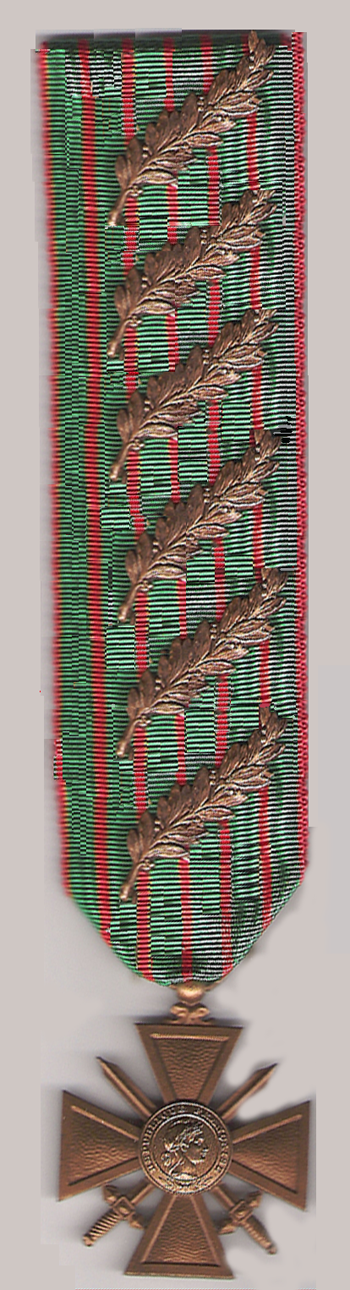
Croix de guerre 1914–1918
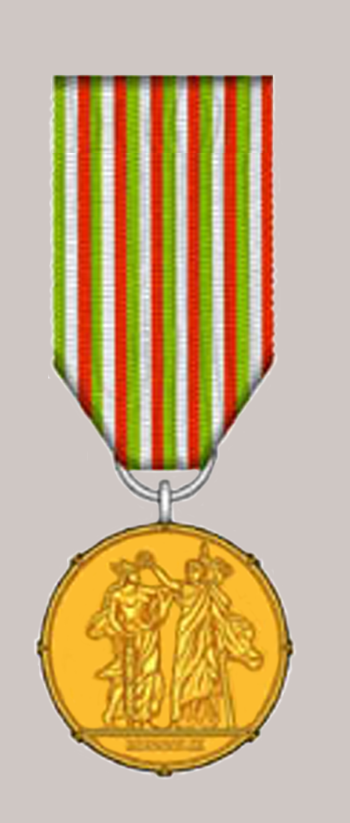
Goldmedaille der Stadt Mailand

- Eine Straße in der langjährigen Garnisonsstadt Bourg-en-Bresse trägt den Namen des Regiments.
- Am 1. März 1963 wurde in Bourg-en-Bresse das „23e centre mobilisateur“ mit dieser Nummer zur Erinnerung an das Regiment aufgestellt.